# Saint-Germain-du-Puch
Saint-Germain-du-Puch – miejscowość i gmina we Francji, w regionie Nowa Akwitania, w departamencie Żyronda.
Według danych na rok 1990 gminę zamieszkiwały 1813 osoby, a gęstość zaludnienia wynosiła 154 osób/km² (wśród 2290 gmin Akwitanii Saint-Germain-du-Puch plasuje się na 231. miejscu pod względem liczby ludności, natomiast pod względem powierzchni na miejscu 944.).